# Hemiocnus syracusanus
Hemiocnus syracusanus is een zeekomkommer uit de familie Cucumariidae.
De wetenschappelijke naam van de soort werd in 1840 gepubliceerd door Adolph Eduard Grube.